# Asia (Schiff, 1874)
Die Asia (russisch А́зия) war ein Segeldampfer der Kaiserlich Russischen Marine.

## Geschichte
Die Asia war eines von drei im Mai 1878 von der russischen Regierung in den Vereinigten Staaten gekauften Handelsschiffen, die dann in Russland zu Kreuzern umgerüstet wurden: aus der State of California wurde die Europa, aus der Saratoga die Afrika und aus der Columbus wurde die Asia.
Das Dampfschiff Columbus wurde 1873/74 in Philadelphia gebaut und nach dem Verkauf von einer russischen Marinebesatzung nach Kronstadt überführt, wo es 1878/79 umgebaut wurde. Der Kreuzer verdrängte 2449 Tonnen, war 82,3 m lang und 10,7 m breit und hatte 4,8 m Tiefgang. Die Bewaffnung bestand aus drei 15,2-cm- und fünf 10,7-cm-Geschützen, vier 2,54-cm-Kanonen und zwei 44,5-cm-Torpedorohren. Eine 1200-PS-Dampfmaschine verlieh der Asia eine Höchstgeschwindigkeit von 12,5 Knoten. Die Reichweite lag bei etwa 9.600 Seemeilen. Die Besatzung bestand aus 11 Offizieren und 207 Mannschaften.
Die Asia wurde zunächst im Fernen Osten und dann in der Ostsee eingesetzt. Der spätere Vizeadmiral Karl Jessen war 1885–1886 ihr Kommandant. Am 1. Februar 1892 wurde sie zum Kreuzer 2. Klasse heruntergestuft. Eine im Jahre 1898 eingebaute stärkere Maschinenanlage mit nunmehr 2.700 PS verlieh ihr eine neue Höchstgeschwindigkeit von 15,7 Knoten.
Im August 1911 wurde die inzwischen veraltete Asia zur Reserveflotte überstellt, und im Oktober 1912 wurde sie in Kaukasus („Кавказ“) umbenannt. Nach Ausbruch des Ersten Weltkriegs erhielt sie am 11. September 1914 ihren alten Namen zurück. Sie wurde den Transporteinheiten der Baltischen Flotte zugeteilt und als Minenleger eingesetzt.
Die Asia wurde im Mai 1918 außer Dienst gestellt und 1923 verschrottet.